# Тадеуш Вејовски
Тадеуш Вејовски (пољ. Tadeusz Wiejowski, 4. мај 1914, Колачице, Аустроугарска — 1941, Јасло, Генерално губернаторство) — пољски обућар. Прва особа која је побегла из концентрационог логора Аушвиц.

## Прво бекство из Аушвица
Тадеуш Вејовски је био затвореник број 220 концентрационог логора Аушвиц. У логор је стигао 14. јуна 1940. првим транспортом који је превозио пољске политичке затворенике из затвора у Тарнову.
Вејовски је побегао само три недеље по доласку, 6. јула 1940, уз помоћ екипе електричара (унајмљених цивила) који су радили у логору. Болеслав Бич (пољ. Bolesław Bicz), Емил Коваловски (пољ. Emil Kowalowski), Јозеф Мушињски (пољ. Józef Muszyński), Јозеф Патек (пољ. Józef Patek), Станислав Мжиглуд (пољ. Stanisław Mrzygłód) – њих четворица су били чланови пољског покрета отпора, Związek Walki Zbrojnej (од пољског  — „Унија оружане борбе“) – носили су новац и цивилну одећу за Вејовског у логор, извели су га кроз капије логора, представивши га као службеника њихове бригаде, а затим су га одвели до железничког чвора, где је Вејовски могао да се сакрије у одлазећим теретним возовима.
За бекство се сазнало током вечерње провере затвореника, која је почела у 18 часова 6. јула. Нацисти су натерали 1.311 затвореника у логору да стоје на парадном терену док се побегли не пронађе. Затвореници су били присиљени да стоје на отвореном двадесет сати (до 14 часова следећег дана). Прва забележена смрт у Аушвицу догодила се током ове двадесеточасовне провере: затвореник Давид Вонгчевски, пољски Јеврејин, изгубио је свест и преминуо од срчаног удара.
Пољски електричари који су организовали бекство су 8. јула ухапшени на основу истраге логорског Гестапоа. Били су jако мучени и осуђени на смрт, која је касније замењена бичевањем и затварањем у логор. Од њих пет, једино је Болеслав Бич доживео ослобођење.
После бекства, Тадеуш Вејовски се сакрио у родно село Колачице, где је са породицом тајно живео до јесени 1941. године. Крајем 1941. поново је ухапшен, затворен у Јаслу и убрзо стрељан у једном од локалних напуштених рудника нафте.